# Бремюр-э-Воруа
Бремю́р-э-Воруа́ (фр. Brémur-et-Vaurois) — коммуна во Франции, находится в регионе Бургундия. Департамент коммуны — Кот-д’Ор. Входит в состав кантона Шатийон-сюр-Сен. Округ коммуны — Монбар.
Код INSEE коммуны — 21104.

## Население
Население коммуны на 2010 год составляло 63 человека.
| 1962 | 1968 | 1975 | 1982 | 1990 | 1999 | 2010 |
| ---- | ---- | ---- | ---- | ---- | ---- | ---- |
| 154  | 124  | 106  | 115  | 91   | 78   | 63   |

## Экономика
В 2010 году среди 44 человек трудоспособного возраста (15—64 лет) 24 были экономически активными, 20 — неактивными (показатель активности — 54,5 %, в 1999 году было 56,0 %). Из 24 активных жителей работали 22 человека (12 мужчин и 10 женщин), безработных было 2 (2 мужчин и 0 женщин). Среди 20 неактивных 2 человека были учениками или студентами, 11 — пенсионерами, 7 были неактивными по другим причинам.